# Kumpunen (sjö i Idensalmi, Norra Savolax)
Kumpunen är en sjö i kommunen Idensalmi i landskapet Norra Savolax i Finland. Sjön ligger 94,5 meter över havet. Den är 7,9 meter djup. Arean är 65 hektar och strandlinjen är 5,45 kilometer lång. Sjön  ingår i Vuoksens huvudavrinningsområde.   Den ligger omkring 73 kilometer norr om Kuopio och omkring 400 kilometer norr om Helsingfors. 